# Desert de Judea

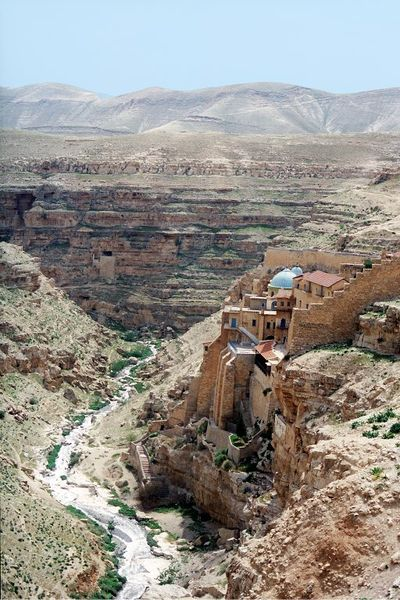
Mar Saba, a la Vall Kidron

El Desert de Judea (hebreu: מִדְבָּר יְהוּדָה, Midbar Yehuda‎, que tant vol dir ‘Desert de Judà’ com ‘Desert de Judea’) és un desert d'Israel i Cisjordània que es troba a l'est de Jerusalem i descendeix cap a la mar Morta. Discorre del nord-est del Nègueb a l'est de Beit El, i està marcat per terrasses amb escarpaments. Està travessat per nombrosos uadis hi té rambles (anomenades localment nahal.

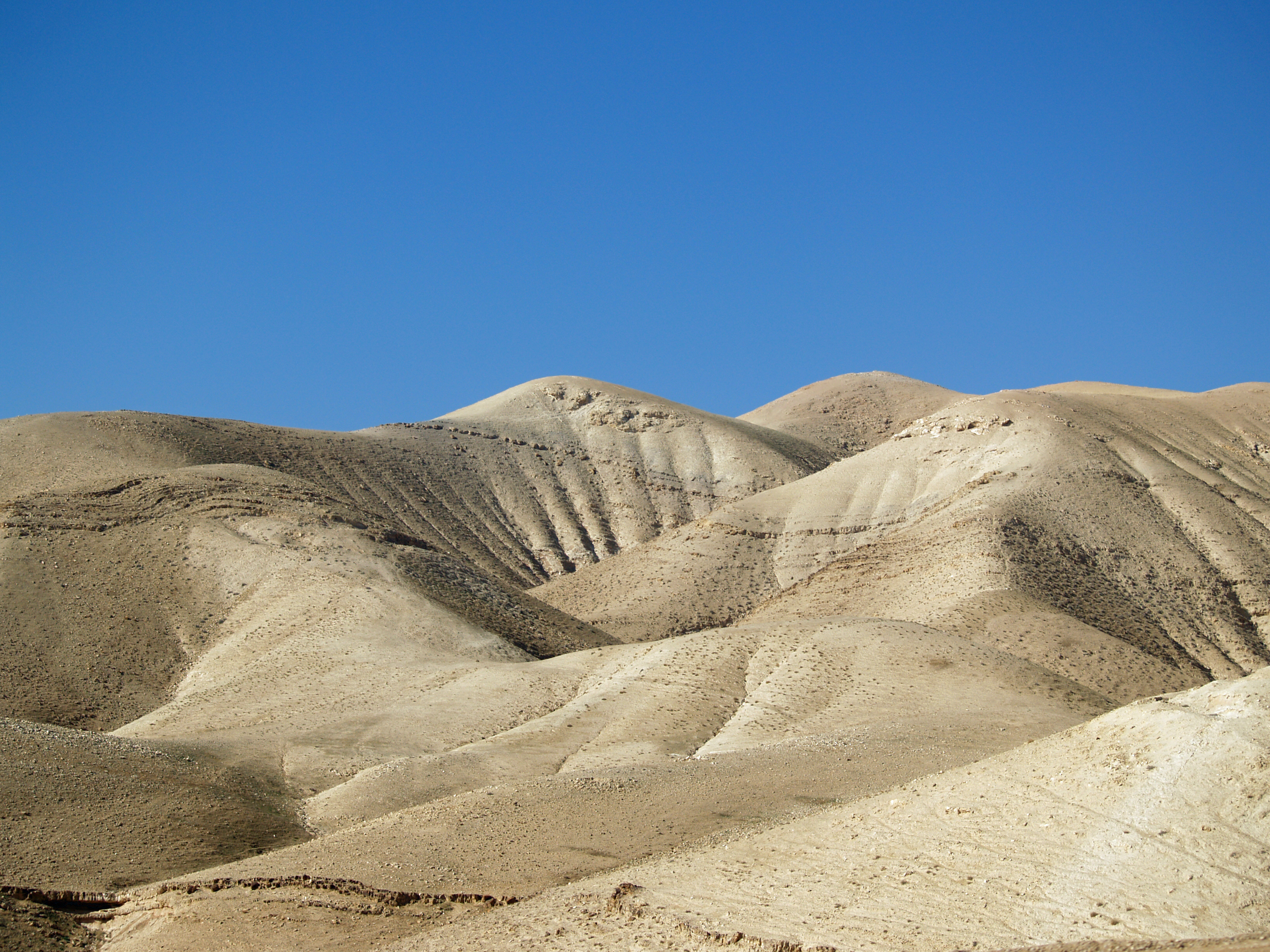
Trons del desert de Judea

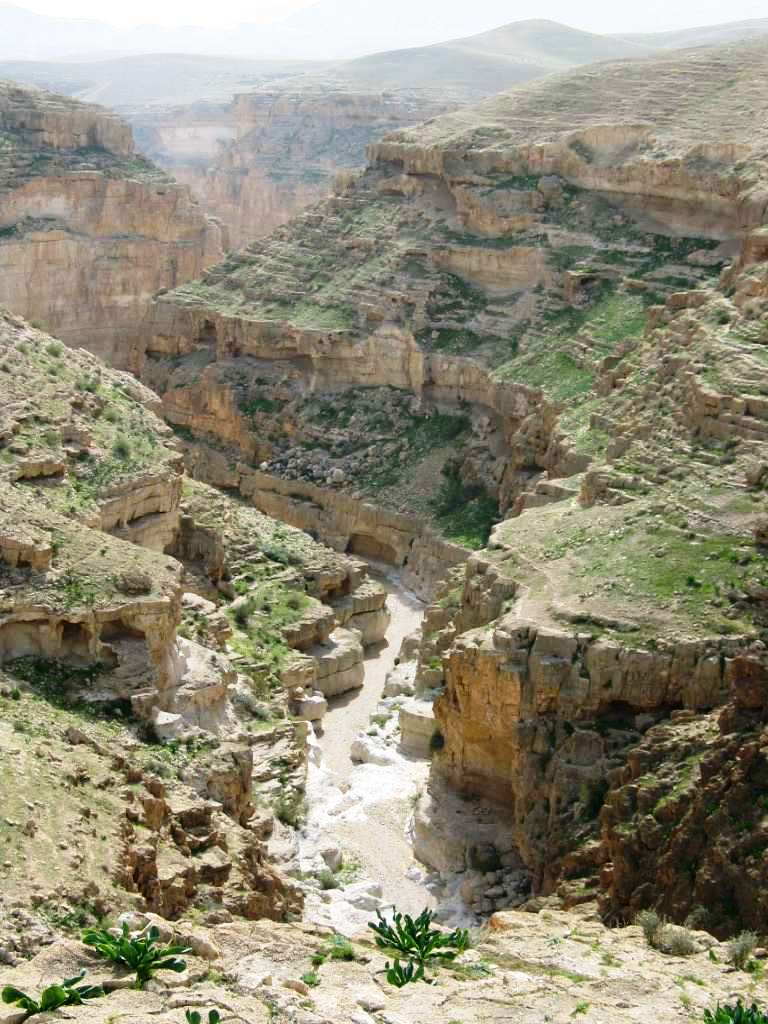
Uadi Nahal Darga

La pluviometria de la regió de Judea varia des de 400-500 litres en els turons de l'oest a només 100 a l'est per l'ombra pluviomètrica. Hi ha per tant vegetació mediterrània, estepa, estepa desèrtica i desert. Les ciutats més grans d'aquesta zona són, Betlem, Gush Etzion, Jericó i Hebron.
Sota el desert de Judea hi ha un aqüífer d'aigua subterrània amb uns 100 milions de metres cúbics d'aigua.